# 伦从语
海人语（Orang Laut language）或伦从、龙从、伦琼、龙琼语（Loncong language）是马来亚族语言，为是印尼海人的主要语言。